# 佐贺县
佐賀縣（日语：／ Saga ken */?）古稱肥前，位於九州西北部，界於福冈和長崎之間，北有玄界灘，南臨有明海，與朝鮮半島直線距離只有200多公里。
佐賀縣總面積大約為2400平方公里左右，是日本第五小的縣市，主要由北部的築紫山地和南部的佐賀平原組成。全縣人口約85萬。縣廳所在地和最大城市為佐賀市，人口達23萬。

## 地理
佐賀縣位於日本西南部、九州的西北部，位於福岡縣及長崎縣之間。人口和面積均是九州七縣之中的最少，於全日本都道縣府之中排名第42位。但人口密度於全都道縣府排名第16位，於九州七縣之中排行第3。
佐賀縣歷史上為佐賀藩和唐津藩兩藩的領地，因此可分為以唐津市為中心的北部、及佐賀市為中心的南部。另也可以三分為北部、東部、西部，以及五分為三神、佐城、杵藤、唐松、伊西。

### 地勢
佐賀縣整體呈倒三角形，西北及東南臨海。西北面玄界灘海岸線曲折，屬於溺灣地形。東南面面向有明海，有大量泥灘濕地經圍墾成為陸地。佐賀平原位於有明海沿岸至筑後川沿岸，佔佐賀縣3成面積，是縣內主要的平地。杵島丘陵位於縣內中西部，於玄界灘及佐賀平原之間。佐賀縣的主要山地為縣內東北部的脊振山地和西南部的多良岳山系，標高均為約1000米。佐賀縣耕地佔縣面積39%，為日本平均值的2倍，而森林及荒地則佔49%，只為日本平均值的7成。
佐賀縣東北部的脊振山地呈東西向，其中由唐津市至鳥栖市的山脊線為佐賀縣及福岡縣的縣界。佐賀縣東端的鳥栖市及基山町位於福岡平原和筑紫平原之間，為道路網及鐵路網的分岔點。此區域處於九州北部的交通要衝，近年的住宅開發令該區逐漸成為福岡都市圈的睡城，因此人口增長比縣內其他區域較高。福岡及佐賀兩縣以有明海及筑後川為中心的筑後佐賀區域擁有超過100萬人口，區域的生產總值接近北九州都市圈。
脊振山地的南側廣闊的沖積平原為佐賀平原，大致呈東西向，自古是穀類的生產要地。於平原以東流經的河流為筑後川，是佐賀縣及福岡縣的縣界。佐賀平原平坦而廣闊，有嘉瀨川等大小河川流經，於20世紀中期之前頻繁發生洪水，現時經過河道治理水患大幅減少。佐賀平原以南的有明海泥灘廣闊而水淺，形成獨特的生物群。有明海沿岸自江戶時代以來經圍墾成為陸地的面積達100平方公里，佔佐賀縣總面積約4%。
佐賀縣西北部面臨玄界灘，東松浦半島及北松浦半島為玄武岩構成的溶岩台地，部分地區被照葉林覆蓋。玄界灘的海岸線曲折，溺灣、半島及離島遍佈佐賀縣西北部沿岸，其中唐津灣及伊萬里灣是此區域僅有的臨海平地。佐賀縣西北部沿岸被指定為玄海國定公園。

### 氣候
佐賀縣全縣屬於太平洋側氣候，在日本之中氣候比較温暖。

## 行政區劃
佐賀現在2007年行政區整併後，共有10市6郡10町。
| 佐賀縣行政區劃 |
| 玄海町 唐津市 伊萬里市 有田町 武雄市 大町町 江北町 多久市 嬉野市 白石町 鹿島市 太良町 小城市 佐賀市 神埼市 1 2 三 養 基 町 鳥棲市 基山町 |

## 特產
| 魚介類・海產物 | 魚介類・海產物                                                     |
| -------------- | ------------------------------------------------------------------ |
| 牡蠣           | 每年10月到翌年4月是產季。（藤津郡太良町）                          |
| 梭子蟹         | 有明海捕獲的梭子蟹。（藤津郡太良町）                               |
| 肉類・乳製品   |                                                                    |
| 和牛           | 玄海牛（東松浦郡玄海町）、佐賀牛（唐津市/武雄市/西松浦郡有田町）。 |
| 鄉土料理       |                                                                    |
| 有明海料理     | 有明海生息的魚介類・海產物的料理。                                 |
| 工藝品・民藝品 |                                                                    |
| 伊萬里燒       | 國家指定的傳統工藝品。                                             |
| 有田燒         | 國家指定的傳統工藝品。                                             |
| 唐津燒         | 國家指定的傳統工藝品。                                             |
| 參考資料：     |                                                                    |

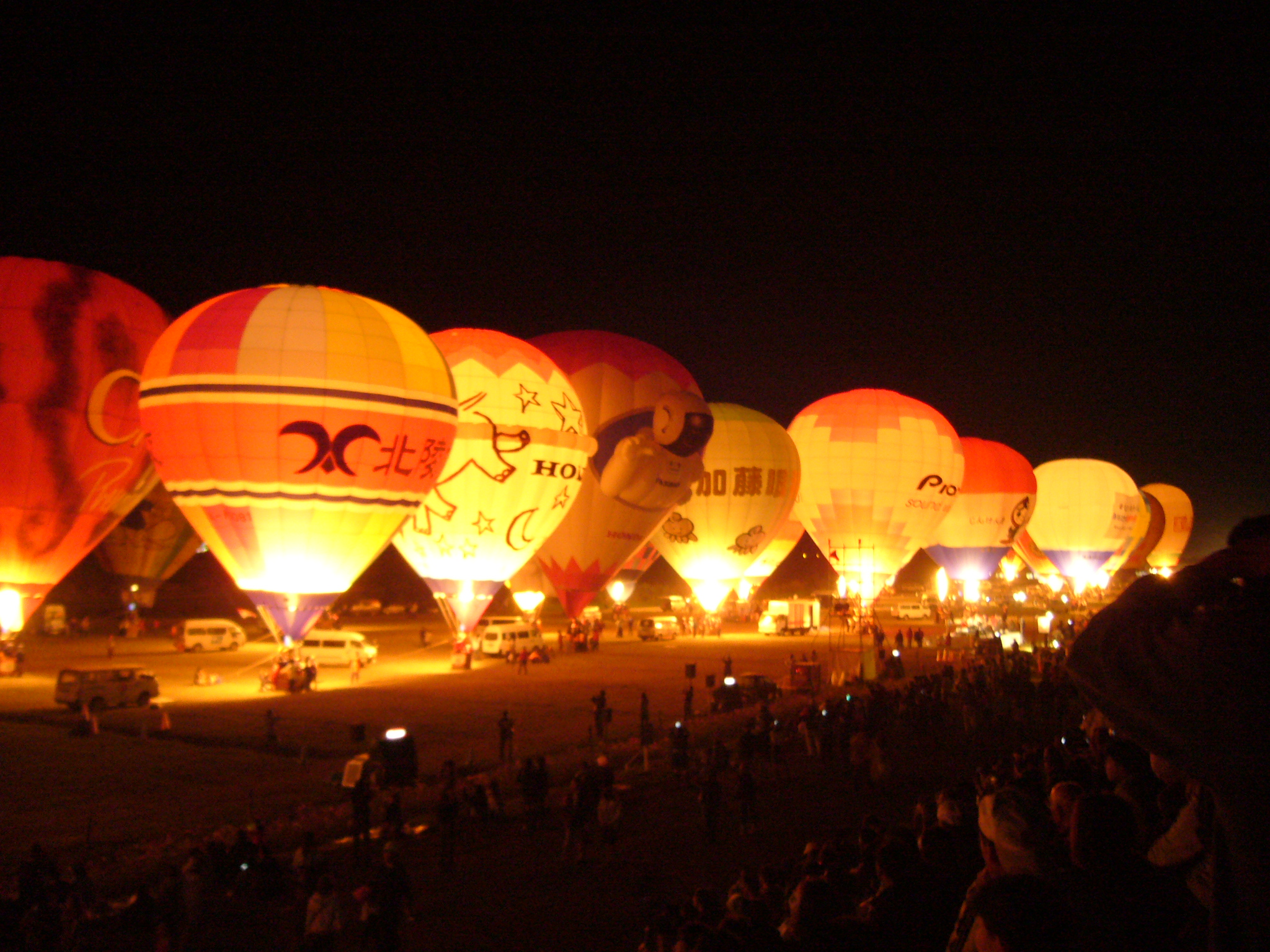
熱氣球節
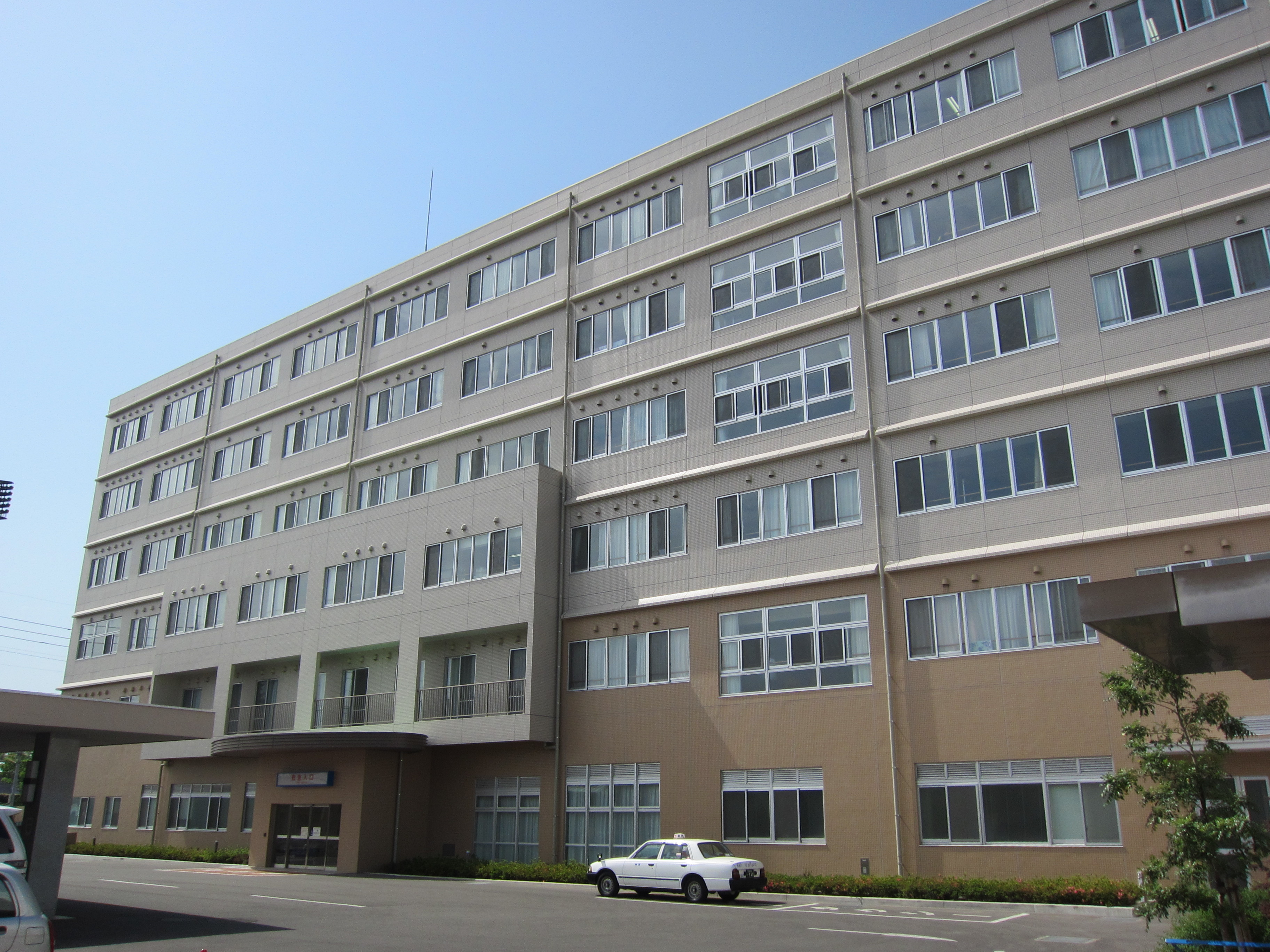
佐賀病院
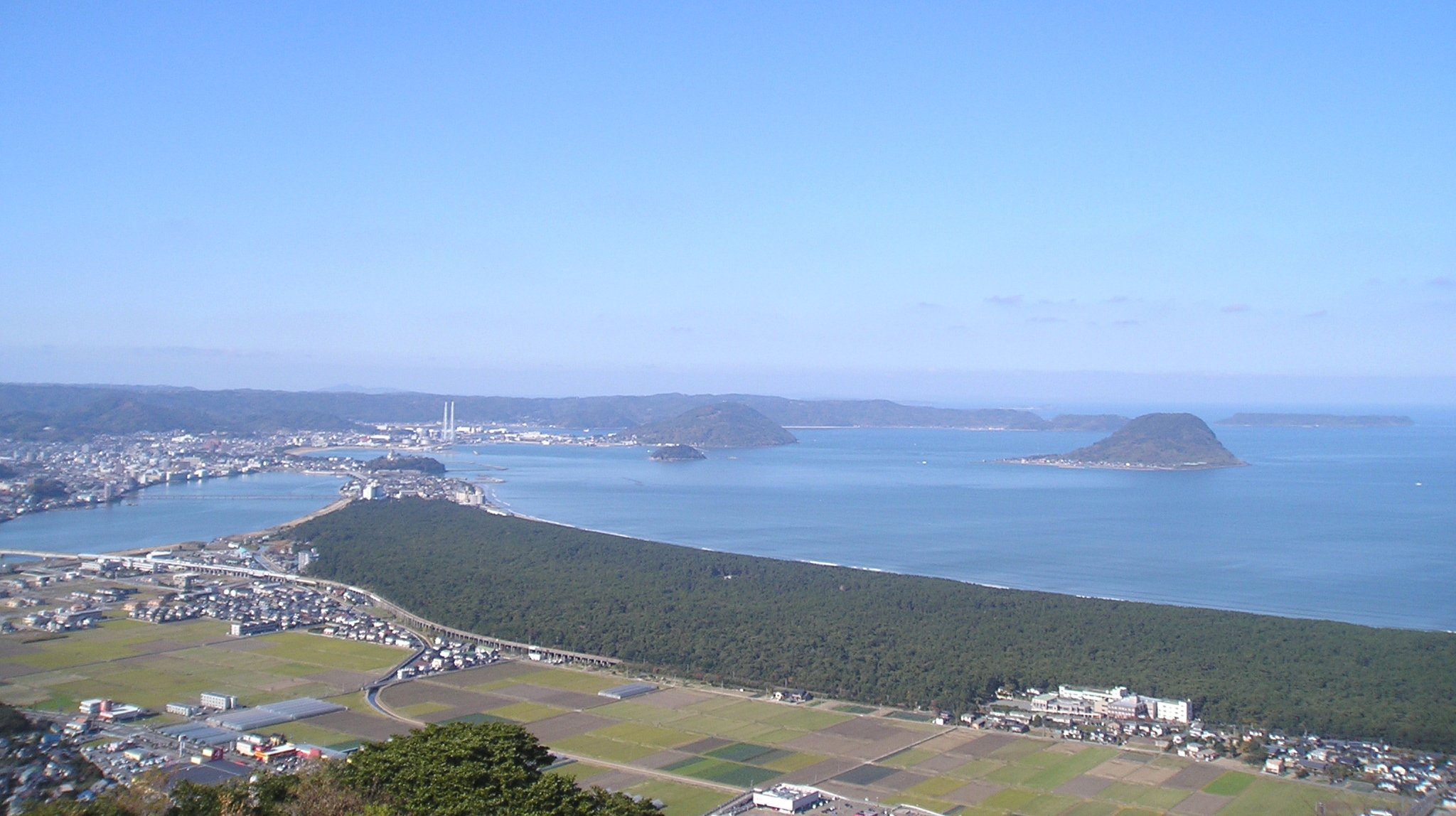
唐津市
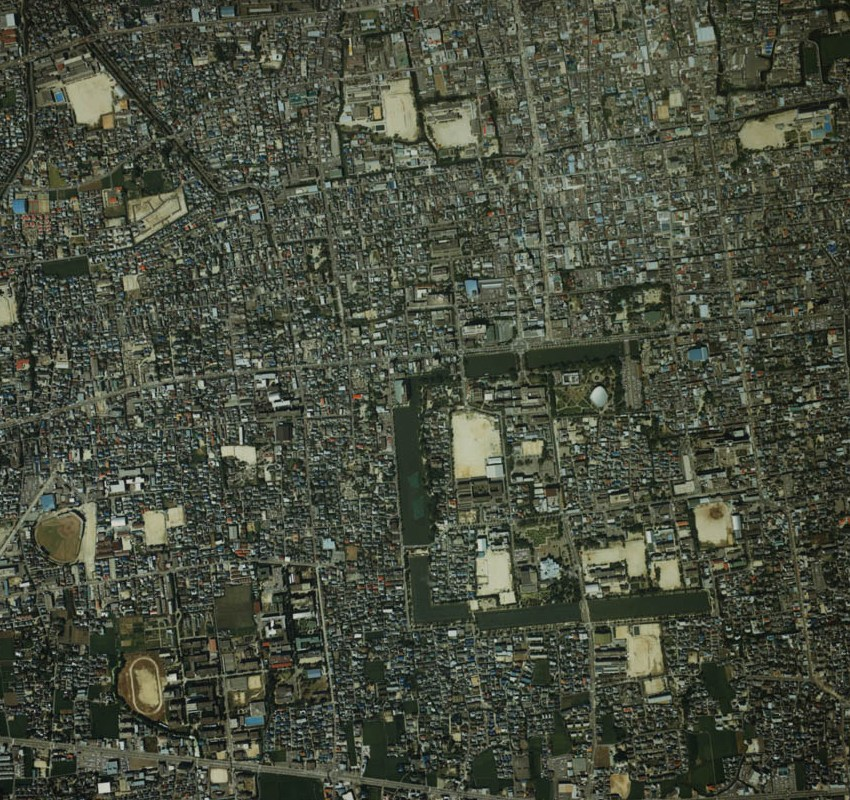
佐賀市
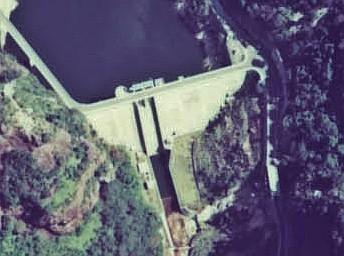
龍門大壩
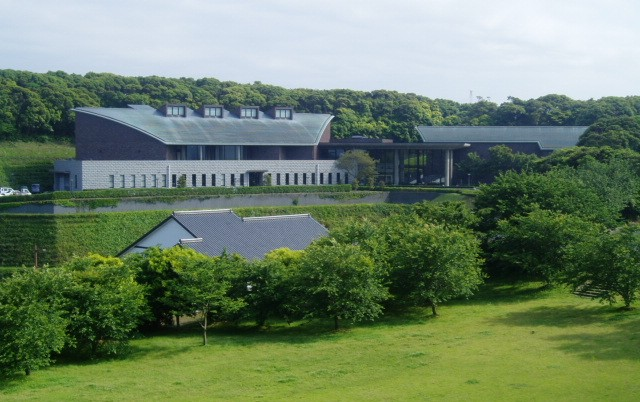
名護屋城博物館
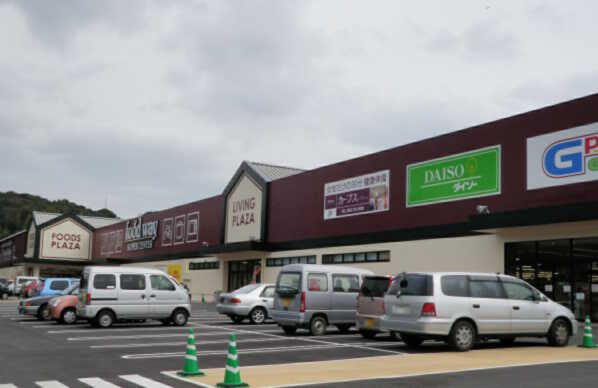
多久市
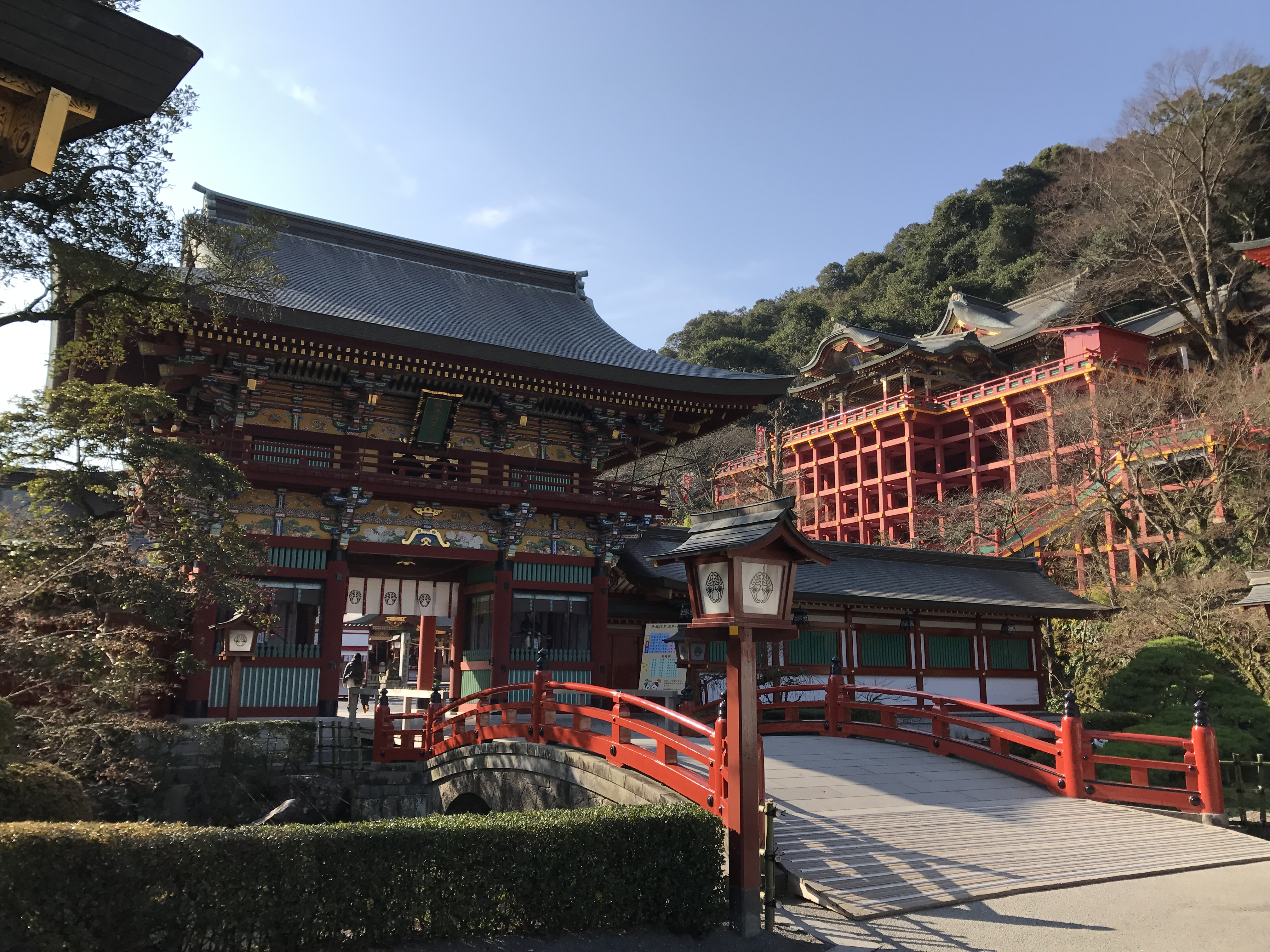
祐德稻荷神社
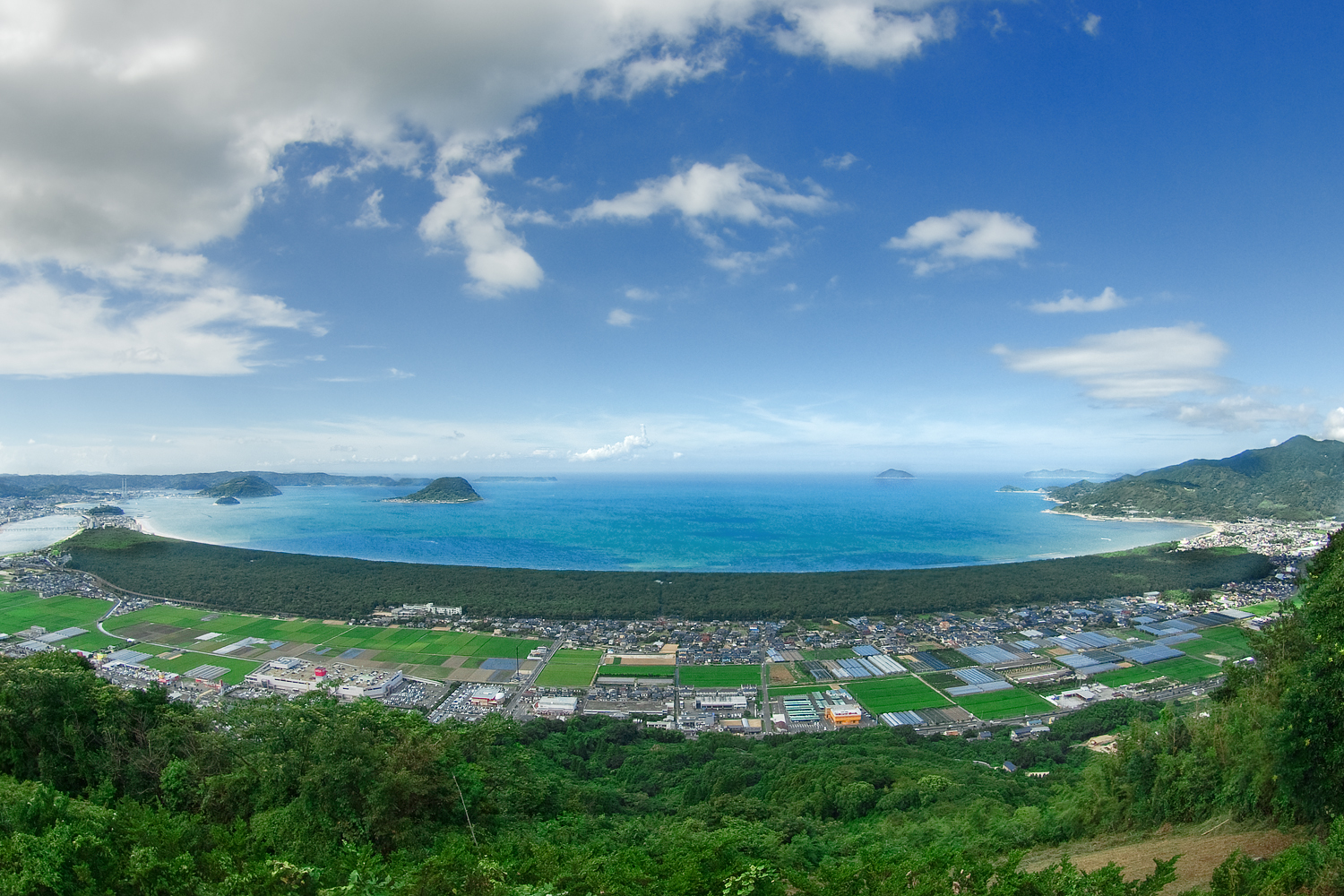
虹之松原
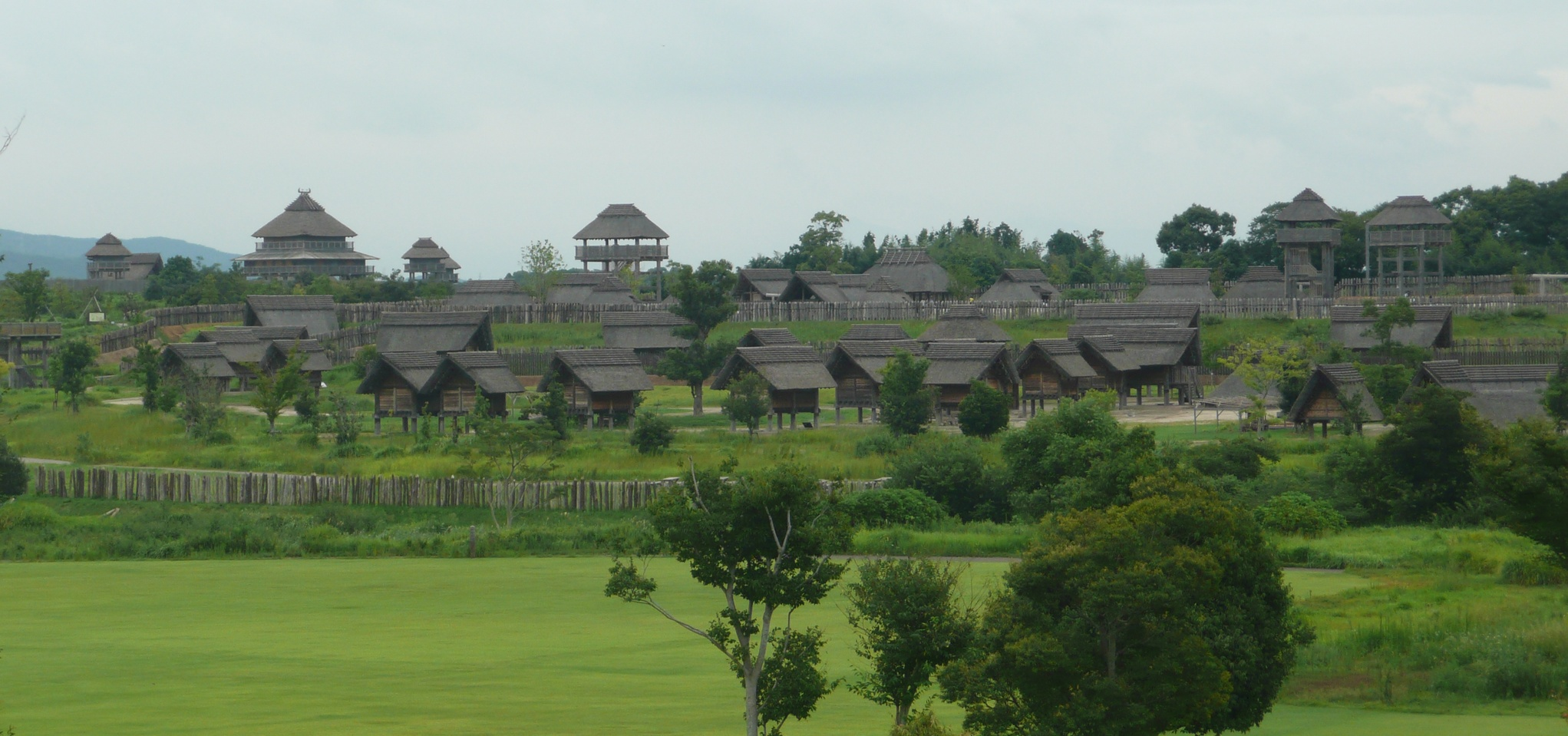
吉野里遺跡
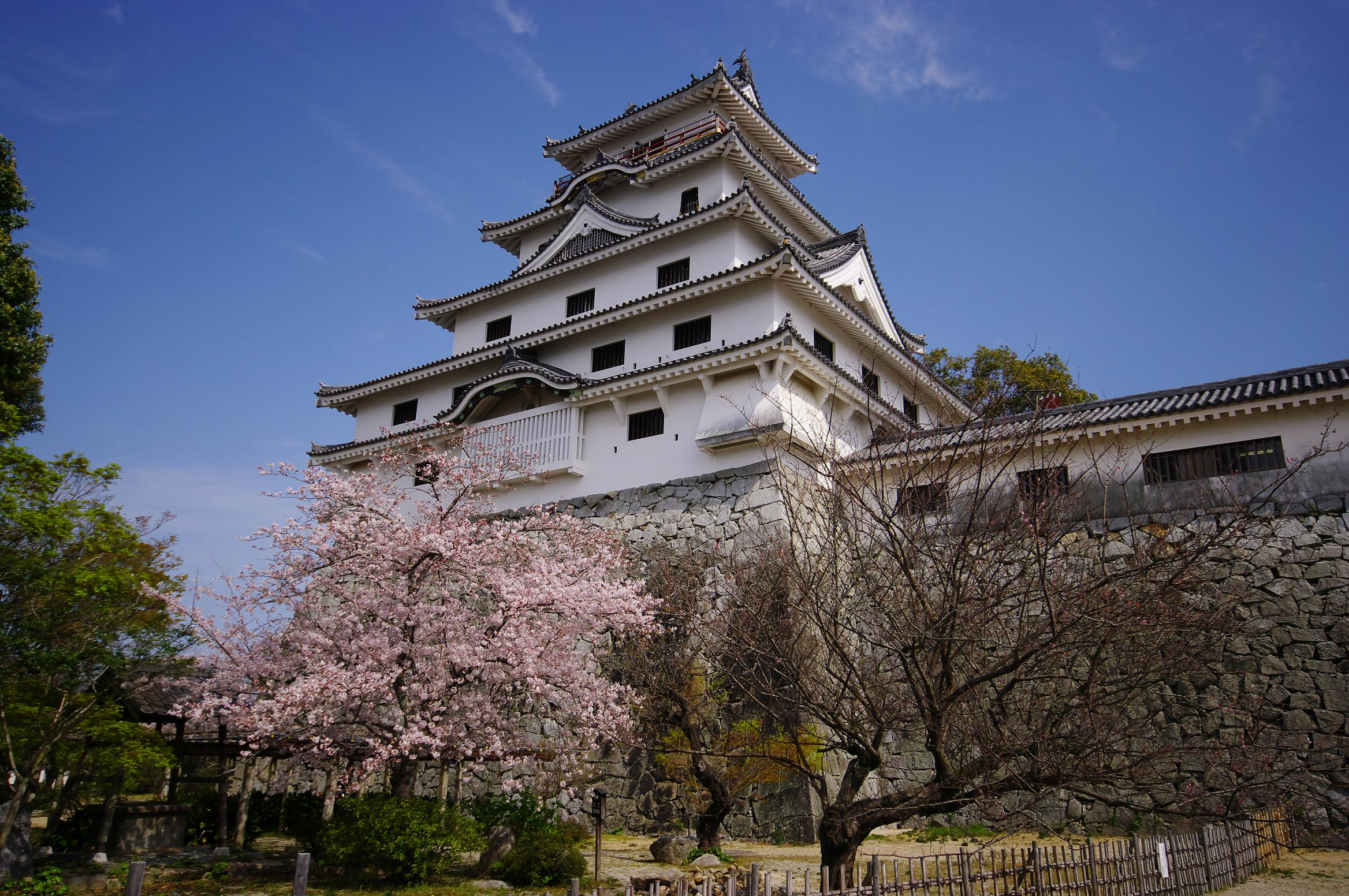
唐津城
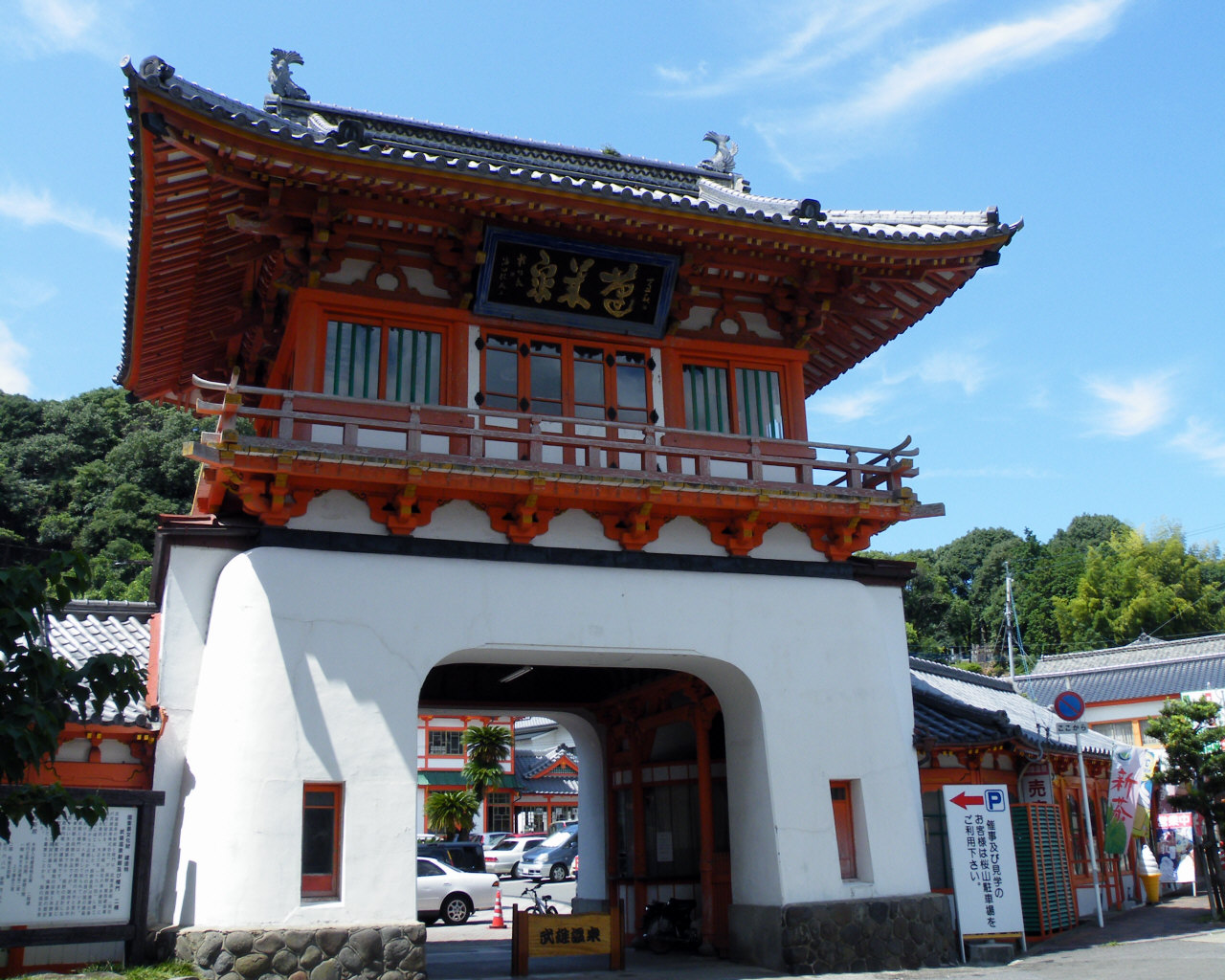
武雄溫泉

## 推廣
近年的推廣當中以觀光推廣宣傳佐賀地區為工作的合作項目，由Cygames企劃的佐賀偶像是傳奇將故事設定於佐賀，製作以能夠刻畫佐賀縣為題的動畫。
當中故事背景及場所都是取材於佐賀，同時在亦跟佐賀觀光宣傳單位及佐賀當地的店家進行合作推廣。
動畫播出的同時其動畫主演聲優們都是擔任佐賀宣傳大使，出席宣傳佐賀當地的活動。動畫播放後亦有作為宣傳大使繼續推廣佐賀工作。

## 註解
1. ↑  . 日本の名物特産品・特産物.   [2010-08-23]. （原始内容存档于2010-09-22）.
2. ↑  .   [2019-10-11]. （原始内容存档于2020-02-12）.
3. ↑  .   [2019-10-11]. （原始内容存档于2019-07-26）.

## 外部連結
行政
- 佐賀県 （页面存档备份，存于）
- 佐賀県広報広聴課的X（前Twitter）

觀光
- あそぼーさが （页面存档备份，存于） - 佐賀県観光連盟